# Team GrisGris
A Team GrisGris (チームグリグリ) japán dódzsin videójáték-fejlesztő cég, melyet 1998-ban alapítottak és elsősorban a Corpse Party sorozat révén ismert.

## Számítógépes játékaik
| Cím                                | Fejlesztő     | Platform    | Eredeti megjelenés   | Régió  |
| ---------------------------------- | ------------- | ----------- | -------------------- | ------ |
| Corpse Party                       | Kenix Soft    | NEC PC–9801 | 1996. április 22.    | JP     |
| Virgin Queen                       | Team GrisGris | Windows PC  | 2000. szeptember 11. | JP     |
| Virgin Queen Beauty                | Team GrisGris | Windows PC  | 2003. január 31.     | JP     |
| Cunoda Thunder                     | Team GrisGris | Windows PC  | 2006. április 30.    | JP     |
| Dread Lock                         | Team GrisGris | Windows PC  | 2006. augusztus 13.  | JP     |
| Tetra Bash                         | Team GrisGris | Windows PC  | 2006. december 30.   | JP     |
| Cunoda Thunder Love!!              | Team GrisGris | Windows PC  | 2007. április 22.    | JP     |
| Corpse Party: Blood Covered        | Team GrisGris | Windows PC  | 2008. március 8.     | JP, NA |
| Cunoda Thunder Love!! Evolution!!  | Team GrisGris | Windows PC  | 2009. április 29.    | JP     |
| Corpse Party 2: Dead Patient       | Team GrisGris | Windows PC  | 2013. május 29.      | JP     |
| Corpse Party 2: Dead Patient Neues | Team GrisGris | Windows PC  | 2017. október 5.     | JP     |

## Kézikonzolos játékaik
| Cím                                                                         | Fejlesztő                  | Platform             | Eredeti megjelenés | Régió      |
| --------------------------------------------------------------------------- | -------------------------- | -------------------- | ------------------ | ---------- |
| Corpse Party Blood Covered: ...Repeated Fear                                | 5pb., Team GrisGris        | PlayStation Portable | 2010. augusztus    | JP, NA, EU |
| Corpse Party: Book of Shadows                                               | 5pb., Team GrisGris, Mages | PlayStation Portable | 2011. szeptember   | JP, NA, EU |
| Corpse Party: The Anthology - Sachiko’s Game of Love - Hysteric Birthday 2U | 5pb., Team GrisGris, Mages | PlayStation Portable | 2012. augusztus    | JP         |
| Corpse Party: Blood Drive                                                   | 5pb., Team GrisGris        | PlayStation Vita     | 2014. július 24.   | JP, NA, EU |
| Corpse Party: Back to School Edition                                        | 5pb., Team GrisGris        | Nintendo 3DS         | 2015. július 30.   | JP, NA     |